# Triclinium

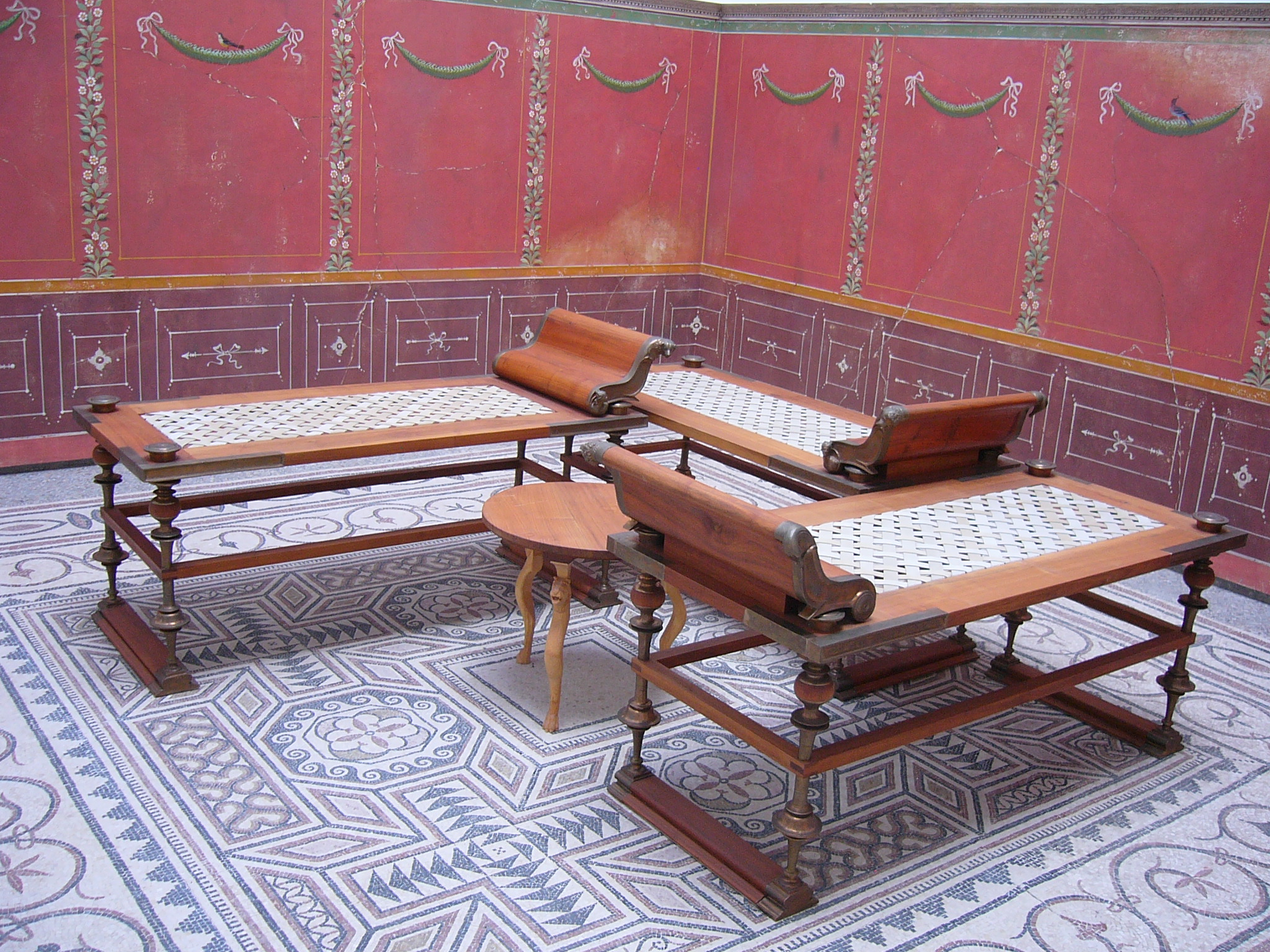
Rekonstrukltion av romerskt triclinium.

Triclinium (plural: triclinia), av grekiskans τρικλίνος, triklinos, från τρι-, tri-, "tre", och κλίνη, klinē, "soffa", "säng", var matsalen i en antik romersk bostad. Sofforna var vanligen placerade utmed väggarna.